# PalaVesuvio
Il PalaVesuvio è un impianto polisportivo della città di Napoli, sito nel quartiere di Ponticelli. Il palazzetto, capace di ospitare più di tremila spettatori, è composto da tre sale uguali (palestra A, palestra B e palestra C) e da una struttura per l'atletica leggera indoor.
Ospita le partite casalinghe della Dike Basket Napoli presso la palestra B, dalla capienza di 2000 posti, fino al 2019, anno del fallimento della squadra. Invece, nella palestra A, affidata alla società sportiva Nippon club Napoli, si svolgono le competizioni di judo, lotta e karate.
La palestra B è ora sede del Comitato Regionale FIP Campania.

## Storia
L'impianto sportivo è stato inaugurato nel 1994. Nel 2002 e nel 2014 ospitò la final four di Coppa Italia di Serie A2. Il 2 e 3 febbraio 2008 fu sede dell'incontro di primo turno del World Group di Fed Cup tra Italia e Spagna. Nel 2016, a causa di una dichiarazione di inagibilità, l'impianto venne chiuso. In occasione dell'assegnazione a Napoli della XXX Universiade, dopo anni d'incuria e abbandono, il Palavesuvio è stato oggetto di una profonda ristrutturazione. I lavori, finanziati dalla Regione Campania, sono durati 9 mesi, da ottobre 2018 a luglio 2019, e hanno riguardato il rifacimento della copertura, la manutenzione ordinaria degli spogliatoi e dei locali di servizio, il nuovo impianto di illuminazione, così come l'installazione dell'impianto di condizionamento ed il rifacimento degli impianti elettrici ed idraulici.
Nel mese di luglio 2019 la struttura sportiva ha ospitato le gare di ginnastica artistica e di ginnastica ritmica dell'Universiade. 
Al termine della manifestazione, la palestra B (dedicata alla pallacanestro) è stata affidata alla Federazione Italiana Pallacanestro, ed è tuttora utilizzata per manifestazioni sportive e per tutti i corsi di formazione regionali.
La struttura ha ospitato nel mese di marzo 2023 la Final Four di Coppa Maschile di Futsal.
Tra aprile e maggio 2024 il PalaVesuvio ha ospitato i Campionati europei di ginnastica artistica, che varranno come qualificazione per i Giochi Olimpici di Parigi 2024.

## Collegamenti
L'impianto è servito dalla stazione Argine-Palasport della Circumvesuviana e da una fermata degli autobus delle linee 173, 191, 195, 196 e 673 dell'ANM posta lungo via Argine.